# Émetteur de Lissac-sur-Couze
L'émetteur de Lissac-sur-Couze, situé dans le département de la Corrèze en région Nouvelle-Aquitaine (ex-Limousin), est une installation servant à la diffusion de la télévision, la radio FM, la téléphonie mobile, le haut débit et la communication privée. Il s'agit d'un pylône haubané d'une hauteur de 60 mètres appartenant à l'opérateur TDF. Il se trouve au lieu-dit "Grandmont Haut" à 3 km de Lissac-sur-Couze et à 10 km de Brive-la-Gaillarde, principale couverture de ce site.

## Télévision

### Analogique
Le 2 juin 2010, Canal+ cesse d'émettre en analogique dans le Limousin. Le 29 mars 2011, c'est au tour des 5 autres chaînes.

#### Source
- "Liste des anciens émetteurs de télévision" (fichier PDF).

### Numérique

#### Sources
- MaTNT (rentrer "Le Panoir, 19600 Lissac-sur-Couze" dans "Saisissez une adresse", puis 2 fois "OK" et cliquer sur les chaînes à droite.) (consulté le 6 mai 2017).
- Gabarit de rayonnement du site sur csa.fr (fichier PDF) (consulté le 6 mai 2017).

## Radio
En raison de sa proximité avec Brive-la-Gaillarde, l'émetteur de Lissac-sur-Couze diffuse 5 radios publiques et 3 radios privées.
| Fréquence | Radio           | Catégorie | Puissance | Code RDS (PS) |
| --------- | --------------- | --------- | --------- | ------------- |
| 88.7      | France Musique  | Publique  | 500 W     | MUSIQUE_      |
| 93.6      | France Culture  | Publique  | 500 W     | _CULTURE      |
| 98.6      | France Inter    | Publique  | 500 W     | __INTER_      |
| 100.5     | RTL             | E         | 1 kW      | __RTL___      |
| 100.9     | Ici Limousin    | Publique  | 500 W     | ICILIMOU      |
| 105.6     | France Info     | Publique  | 500 W     | __INFO__      |
| 106.1     | Europe 1        | E         | 1 kW      | EUROPE_1      |
| 107.3     | Radio Classique | D         | 1 kW      | CLASSIQ_      |

### Source
- Les radios de Brive-la-Gaillarde sur annuaireradio.fr (consulté le 6 mai 2017).

## Téléphonie mobile
| Opérateur        | 2G  | 3G  | 4G  | FH  |
| ---------------- | --- | --- | --- | --- |
| Orange           | Oui | Oui | Non | Oui |
| SFR              | Oui | Oui | Oui | Oui |
| Bouygues Telecom | Oui | Oui | Oui | Non |
| Free             | Non | Oui | Oui | Oui |

### Source
- Situation géographique du site sur cartoradio.fr (consulté le 6 mai 2017).

## Autres transmissions
- Axione Limousin[2] : BLR de 3 GHz / Faisceau hertzien
- IFW (opérateur WiMAX) : BLR de 3 GHz
- RTE : Faisceau hertzien
- TDF : Faisceau hertzien

### Source
- Situation géographique du site sur cartoradio.fr (consulté le 6 mai 2017).

## Photos du site
- Sur tvignaud (consulté le 6 mai 2017).
- Sur annuaireradio.fr (consulté le 6 mai 2017).